# Espanya als Jocs Olímpics d'estiu de 1948
Espanya va estar representada als Jocs Olímpics d'Estiu de 1948 celebrats a Londres, Regne Unit, per 68 esportistes (tots homes) que competiren en 11 esports. El portador de la bandera a la cerimònia d'obertura fou el boxador Fabián Vicente del Valle. El país va tornar a competir en els Jocs Olímpics després de participar en el boicot realitzat als Jocs Olímpics d'estiu de 1936.

## Medaller
L'equip olímpic espanyol va aconseguir les següents medalles:
| Esport | Or | Plata | Bronze | Total |
| Hípica | 0  | 1     | 0      | 1     |
| Total  | 0  | 1     | 0      | 1     |

## Medallistes
| Esportistes                                 | Esport | Esdeveniment                 | Data       |
| ------------------------------------------- | ------ | ---------------------------- | ---------- |
| Argent                                      |        |                              |            |
| Jaime García Marcelino Gavilán José Navarro | Hípica | Salts d'obstacles per equips | 14 d'agost |

## Esports
|    | Esport             | Homes | Dones | Total |
| -- | ------------------ | ----- | ----- | ----- |
| 1  | Art                | 1     | 0     | 1     |
| 2  | Atletisme          | 12    | 0     | 12    |
| 3  | Boxa               | 8     | 0     | 8     |
| 4  | Hípica             | 7     | 0     | 7     |
| 5  | Hoquei sobre herba | 14    | 0     | 14    |
| 6  | Natació            | 6     | 0     | 6     |
| 7  | Pentatló modern    | 3     | 0     | 3     |
| 8  | Rem                | 1     | 0     | 1     |
| 9  | Tir                | 6     | 0     | 6     |
| 10 | Vela               | 2     | 0     | 2     |
| 11 | Waterpolo          | 8     | 0     | 8     |
|    | Total              | 68    | 0     | 68    |

## Art
Vegeu Art als Jocs Olímpics d'estiu de 1948
Pintura
- Daniel Vázquez

## Atletisme
Vegeu Atletisme als Jocs Olímpics d'estiu de 1948

### Masculí
Pista i ruta
| Esportista          | Esdeveniment      | Eliminatòria | Eliminatòria | Quarts de final | Quarts de final | Semifinals       | Semifinals       | Final            | Final            |
| Esportista          | Esdeveniment      | Resultat     | Posició      | Resultat        | Posició         | Resultat         | Posició          | Resultat         | Posició          |
| ------------------- | ----------------- | ------------ | ------------ | --------------- | --------------- | ---------------- | ---------------- | ---------------- | ---------------- |
| José Blay           | Marató            |              |              |                 |                 |                  |                  | Renúncia         | Renúncia         |
| Juan Adarraga       | 800 m             |              |              |                 |                 | Renúncia         | Renúncia         | Renúncia         | Renúncia         |
| Juan Adarraga       | 1.500 m           |              |              |                 |                 | 4:03.7           | 8                | No es classificà | No es classificà |
| Constantino Miranda | 10.000 m          |              |              |                 |                 |                  |                  | −                | −                |
| Constantino Miranda | 3.000 m obstacles | 9:24.2       | 4 Q          |                 |                 |                  |                  | 9:26.6           | 8                |
| Daniel Poyan        | 1.500 m           |              |              |                 |                 | Renúncia         | Renúncia         | Renúncia         | Renúncia         |
| Gregorio Rojo       | 5.000 m           | 15:19.0      | 6            |                 |                 |                  |                  | No es classificà | No es classificà |
| Gregorio Rojo       | 10.000 m          |              |              |                 |                 |                  |                  | −                | −                |
| Ricardo Sáenz       | 100 m             | Renúncia     | Renúncia     | Renúncia        | Renúncia        | Renúncia         | Renúncia         | Renúncia         | Renúncia         |
| Manuel Suárez       | 110 m tanques     | 16.10        | 3            |                 |                 | No es classificà | No es classificà | No es classificà | No es classificà |
| Enrique Villaplana  | 50 km marxa       |              |              |                 |                 |                  |                  | 5:03:31          | 9                |

Concursos
| Esportista       | Esdeveniment           | Qualificació | Qualificació | Final            | Final            |
| Esportista       | Esdeveniment           | Distància    | Posició      | Distància        | Posició          |
| ---------------- | ---------------------- | ------------ | ------------ | ---------------- | ---------------- |
| Pedro Apellániz  | Llançament de javelina | 54.93        | 18           | No es classificà | No es classificà |
| José Carvahal    | Llançament de disc     | Renúncia     | Renúncia     | Renúncia         | Renúncia         |
| Félix Erauzquin  | Llançament de disc     | 43.66        | 14           | No es classificà | No es classificà |
| José Luis Torres | Llançament de pes      | Renúncia     | Renúncia     | Renúncia         | Renúncia         |
| José Luis Torres | Llançament de disc     | Renúncia     | Renúncia     | Renúncia         | Renúncia         |

## Boxa
Vegeu Boxa als Jocs Olímpics d'estiu de 1948
| Esportista        | Esdeveniment   | 1a ronda                         | 2a ronda                         | Quarts de final                     | Semifinals                    | Final/FC                   | Final/FC         |
| ----------------- | -------------- | -------------------------------- | -------------------------------- | ----------------------------------- | ----------------------------- | -------------------------- | ---------------- |
| Agustín Argote    | −62 kg masculí | A. Boullosa (URU) D Punts        | No es classificà                 | No es classificà                    | No es classificà              | No es classificà           | No es classificà |
| Alejandro Arteche | −80 kg masculí | V. L'Hoste (BEL) D Punts         | No es classificà                 | No es classificà                    | No es classificà              | No es classificà           | No es classificà |
| Aurelio Díaz      | −67 kg masculí | R. Cranston (IND) V Punts        | M. Shacklady (RUN) V Punts       | J. Torma (TCH) D Desqualificació    | No es classificà              | No es classificà           | No es classificà |
| Luis Martínez     | −51 kg masculí | M. Bondi (HUN) V Punts           | R. Gower (AUS) V Punts           | S. Bandinelli (ITA) D Punts         | No es classificà              | No es classificà           | No es classificà |
| Jaume Oliver      | −73 kg masculí | M. Fahim (EGY) D Aturada àrbitre | No es classificà                 | No es classificà                    | No es classificà              | No es classificà           | No es classificà |
| José Arturo Rubio | +80 kg masculí | –                                | R. Iglesias (ARG) D Punts        | No es classificà                    | No es classificà              | No es classificà           | No es classificà |
| Felipe Verdú      | −58 kg masculí | –                                | E. Kerschbaumer (AUT) D Punts    | No es classificà                    | No es classificà              | No es classificà           | No es classificà |
| Álvaro Vicente    | −54 kg masculí | E. Aghasi (IRN) V Punts          | E. Ojeda (MEX) V Desqualificació | C. González (CHI) V Desqualificació | Giovanni.Zuddas (ITA) D Punts | J.E. Venegas (PUR) D Punts | 4                |

## Hípica
Vegeu Hípica als Jocs Olímpics d'estiu de 1948
Doma clàssica
| Esportista         | Cavall | Esdeveniment             | Total  | Posició |
| ------------------ | ------ | ------------------------ | ------ | ------- |
| Carlos Kirkpatrick | Yanta  | Doma clàssica individual | 353,00 | 14      |

Concurs complet
| Esportista                                         | Cavall              | Esdeveniment       | Doma clàssica  | Cross     | Salt d'obstables | Total   | Posició |
| -------------------------------------------------- | ------------------- | ------------------ | -------------- | --------- | ---------------- | ------- | ------- |
| Fernando Gazapo                                    | Vivian              | Concurs individual | -153           | 55        | -81,25           | -179,25 | 26      |
| Santiago Martínez                                  | Fogoso              | Concurs individual | -163           | -29       | -10,25           | -202,25 | 29      |
| Joaquín Nogueras                                   | Epsom               | Concurs individual | -128           | 87        | 0                | -41,00  | 5       |
| Joaquín Nogueras Fernando Gazapo Santiago Martínez | Epsom Vivian Fogoso | Concurs per equips | -128 -153 -163 | 87 55 -29 | 0 -81,25 -10,25  | -422.50 | 5       |

Salts d'obstacles
| Esportista                                  | Cavall                  | Esdeveniment | Salts    | Temps    | Total | Posició |
| ------------------------------------------- | ----------------------- | ------------ | -------- | -------- | ----- | ------- |
| Jaime García                                | Bizarro                 | Individual   | 12       | 0        | 12    | 5       |
| Marcelino Gavilán                           | Forajido                | Individual   | 24       | 0,50     | 24,50 | 16      |
| José Navarro                                | Quorum                  | Individual   | 20       | 0        | 20    | 10      |
| Jaime García Marcelino Gavilán José Navarro | Bizarro Forajido Quorum | Equips       | 12 24 20 | 0 0,50 0 | 56,50 | 2       |

## Hoquei sobre herba
Vegeu Hoquei sobre herba als Jocs Olímpics d'estiu de 1948

### Masculí
Equip
| - Manuel Agustín - Jaime Allende - Ricardo Cabot - Juan del Campo - Enrique Estébanez - Pedro Farreras - Pedro Gasset |  | - Eduardo Jardón - Fernando Jardón - Francisco Jardón - Luis Pratmasó - Manuel Royes - Rafael Ruiz - Enrique Sáinz |

Entrenador:
Fase de grups − Grup A
| Equip     | J | G | E | P | GF | GC | Dif | Punts |
| --------- | - | - | - | - | -- | -- | --- | ----- |
| Índia     | 3 | 3 | 0 | 0 | 19 | 1  | +18 | 6     |
| Argentina | 3 | 1 | 1 | 1 | 5  | 12 | −7  | 3     |
| Àustria   | 3 | 0 | 2 | 1 | 2  | 10 | −8  | 2     |
| Espanya   | 3 | 0 | 1 | 2 | 3  | 6  | −3  | 1     |

Resultats
| Ronda          | Data  | Hora  | Partit    | Partit | Partit  |
| -------------- | ----- | ----- | --------- | ------ | ------- |
| Fase grups − 1 | 02/08 | 18:00 | Argentina | 3 − 2  | Espanya |
| Fase grups − 2 | 04/08 | 19:30 | Àustria   | 1 − 1  | Espanya |
| Fase grups − 3 | 06/08 | 19:30 | Índia     | 2 − 0  | Espanya |

## Natació
Vegeu Natació als Jocs Olímpics d'estiu de 1948
| Esportista                                                      | Esdeveniment            | Sèrie   | Sèrie   | Semifinal        | Semifinal        | Final               | Final               |
| Esportista                                                      | Esdeveniment            | Temps   | Posició | Temps            | Posició          | Temps               | Posició             |
| --------------------------------------------------------------- | ----------------------- | ------- | ------- | ---------------- | ---------------- | ------------------- | ------------------- |
| Alejandro Febrero                                               | 400 m lliures           | 5:16.9  | ?       | No es classificà | No es classificà | No es classificà    | 30                  |
| Alejandro Febrero                                               | 1.500 m lliures         | 21:15.9 | ?       | No es classificà | No es classificà | No es classificà    | 26                  |
| Francisco Calamita                                              | 100 m esquena           | 1:14.2  | 4       | No es classificà | No es classificà | No es classificà    | No es classificà    |
| Jesús Domínguez                                                 | 100 m lliures           | 1:01.3  | 3       | No es classificà | No es classificà | No es classificà    | 20                  |
| Jesús Domínguez                                                 | 1.500 m lliures         | 21:33.5 | ?       | No es classificà | No es classificà | No es classificà    | 32                  |
| Manuel Guerra                                                   | 100 m lliures           | 1:00.7  | 4       | No es classificà | No es classificà | No es classificà    | 17                  |
| Isidoro Martín-Vela                                             | 400 m lliures           | 5:10.0  | ?       | No es classificà | No es classificà | No es classificà    | 25                  |
| Isidoro Martín-Vela                                             | 1.500 m lliures         | 21:13.7 | ?       | No es classificà | No es classificà | No es classificà    | 24                  |
| Isidoro Pérez                                                   | 100 m lliures           | 1:04.0  | 6       | No es classificà | No es classificà | No es classificà    | 35                  |
| Isidoro Pérez                                                   | 400 m lliures           | 5:16.1  | ?       | No es classificà | No es classificà | No es classificà    | 28                  |
| Jesús Domínguez Manuel Guerra Isidoro Martín-Vela Isidoro Pérez | Relleus 4x200 m lliures | 9:28.3  | 5       |                  |                  | No es classificaren | No es classificaren |

## Pentatló modern
Vegeu Pentatló modern als Jocs Olímpics d'estiu de 1948
| Esportista       | Hípica | Esgrima | Tir | Natació | Camp a través | Final | Final |
| ---------------- | ------ | ------- | --- | ------- | ------------- | ----- | ----- |
| Manuel Bernabeu  | -127.5 | 19      | 162 | 5:12.3  | 16:21.7       | 141   | 36    |
| Alberto Moreiras | 88     | 15      | 183 | 4:29.0  | 16:58.9       | 112   | 22    |
| José Luis Riera  | 92     | 18      | 149 | 4:25.7  | 16:27.4       | 114   | 23    |

## Rem
Vegeu Rem als Jocs Olímpics d'estiu de 1948
| Esportista  | Esdeveniment     | Quarts de final | Quarts de final | Repesca | Repesca | Semifinal        | Semifinal        | Final            | Final   |
| Esportista  | Esdeveniment     | Temps           | Posició         | Temps   | Posició | Temps            | Posició          | Temps            | Posició |
| ----------- | ---------------- | --------------- | --------------- | ------- | ------- | ---------------- | ---------------- | ---------------- | ------- |
| Juan Omedes | Scull individual | 7:52.1          | 3 R             | 7:57.3  | 2       | No es classificà | No es classificà | No es classificà | 12      |

## Tir
Vegeu Tir als Jocs Olímpics d'estiu de 1948
| Esportista         | Esdeveniment        | Final | Final   |
| Esportista         | Esdeveniment        | Punts | Posició |
| ------------------ | ------------------- | ----- | ------- |
| José Alonso        | Pistola ràpida 25 m | 500   | 46      |
| José Manuel Andoin | Rifle 50 m          | 571   | 64      |
| Pelegrín Esteve    | Pistola ràpida 25 m | 447   | 58      |
| Ángel León         | Pistola lliure 50 m | 534   | 6       |
| Luis Palomo        | Pistola lliure 50 m | 501   | 38      |
| Luis Palomo        | Pistola ràpida 25 m | 546   | 17      |
| Cristóbal Tauler   | Rifle 50 m          | 572   | 62      |

## Vela
Vegeu Vela als Jocs Olímpics d'estiu de 1948
| Esportista                 | Esdeveniment | Curses | Curses | Curses | Curses | Curses | Curses | Curses | Total punts | Punts nets | Posició |
| Esportista                 | Esdeveniment | 1      | 2      | 3      | 4      | 5      | 6      | 7      | Total punts | Punts nets | Posició |
| -------------------------- | ------------ | ------ | ------ | ------ | ------ | ------ | ------ | ------ | ----------- | ---------- | ------- |
| José Luis Allende          | Star         | 155    | 486    | 127    | 377    | 632    | 486    | 428    | 2.691       | 2.564      | 9       |
| Juan Manuel Alonso-Allende | Firefly      | 469    | 344    | 219    | 344    | 144    | DNF    | 309    | 1.829       | 1.829      | 19      |

## Waterpolo
Vegeu Waterpolo als Jocs Olímpics d'estiu de 1948

### Masculí
Equip
| - Francisco Castillo - Carlos Falt - Carlos Martí - Agustín Mestres |  | - José Pujol - Ángel Sabata - Valentín Sabaté - Juan Serra |

Entrenador: Bandy Zolyomy
Primera ronda − Grup B
| Equip   | J | G | E | P | GF | GC | Dif | Punts |
| ------- | - | - | - | - | -- | -- | --- | ----- |
| Suècia  | 2 | 2 | 0 | 0 | 10 | 2  | +8  | 4     |
| Espanya | 2 | 1 | 0 | 1 | 6  | 5  | +1  | 2     |
| Suïssa  | 2 | 0 | 0 | 2 | 2  | 11 | −9  | 0     |

Segona ronda − Grup H
| Equip         | J | G | E | P | GF | GC | Dif | Punts |
| ------------- | - | - | - | - | -- | -- | --- | ----- |
| Països Baixos | 2 | 2 | 0 | 0 | 17 | 3  | +14 | 4     |
| Espanya       | 2 | 1 | 0 | 1 | 13 | 6  | +7  | 2     |
| Índia         | 2 | 0 | 0 | 2 | 2  | 23 | −21 | 0     |

Semifinals
| Equip         | J | G | E | P | GF | GC | Dif | Punts |
| ------------- | - | - | - | - | -- | -- | --- | ----- |
| Països Baixos | 3 | 2 | 1 | 0 | 13 | 8  | +8  | 5     |
| Bèlgica       | 3 | 1 | 2 | 0 | 8  | 5  | −3  | 4     |
| Suècia        | 3 | 1 | 1 | 1 | 8  | 7  | +1  | 3     |
| Espanya       | 3 | 0 | 0 | 3 | 4  | 13 | −9  | 0     |

Grup consolació − 5è a 8è
| Equip   | J | G | E | P | GF | GC | Dif | Punts |
| ------- | - | - | - | - | -- | -- | --- | ----- |
| Suècia  | 3 | 2 | 1 | 0 | 8  | 4  | +4  | 5     |
| França  | 3 | 1 | 2 | 0 | 6  | 5  | +1  | 4     |
| Egipte  | 3 | 1 | 1 | 1 | 8  | 7  | +1  | 3     |
| Espanya | 3 | 0 | 0 | 3 | 3  | 9  | −6  | 0     |

Resultats
| Ronda             | Data | Hora | Partit  | Partit | Partit        |
| ----------------- | ---- | ---- | ------- | ------ | ------------- |
| Primera ronda − 1 |      |      | Espanya | 1 − 4  | Suècia        |
| Primera ronda − 2 |      |      | Espanya | 5 − 1  | Suïssa        |
| Segona ronda − 1  |      |      | Espanya | 11 − 1 | Índia         |
| Segona ronda − 2  |      |      | Espanya | 2 − 5  | Països Baixos |
| Semifinals        |      |      | Bèlgica | 4 − 1  | Espanya       |
| Consolació − 1    |      |      | Egipte  | 3 − 1  | Espanya       |
| Consolació − 2    |      |      | Espanya | 1 − 2  | França        |